# Taraxella reinholdae
Taraxella reinholdae là một loài nhện trong họ Salticidae.
Loài này thuộc chi Taraxella. Taraxella reinholdae được Fred R. Wanless miêu tả năm 1987.